# Mikail Zablotskij

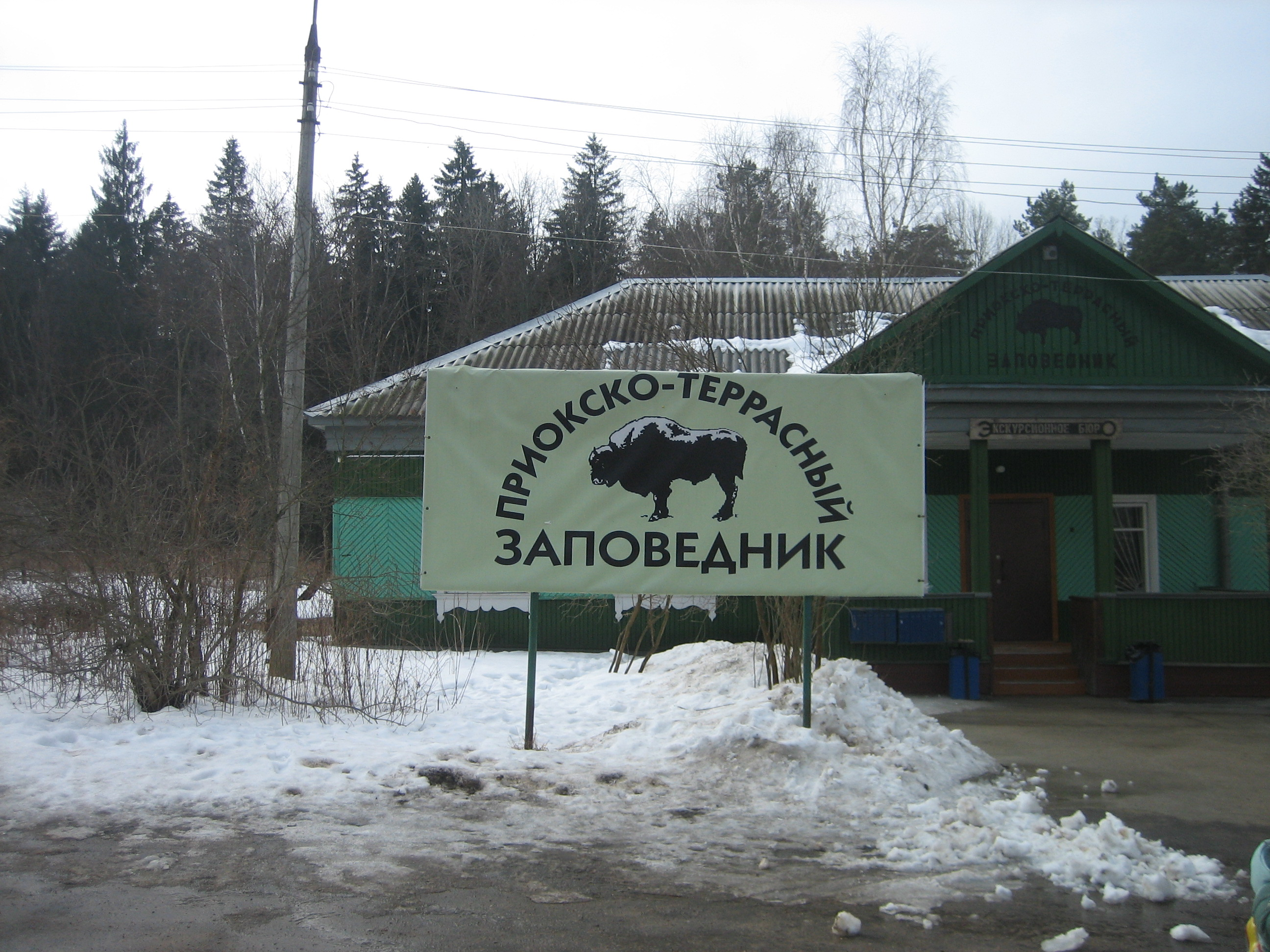
Naturreservatet Prioksko-Terrasny

Mikail Alexandrovitj Zablotskij (ryska: Михаил Александрович Заблоцкий),  född 21 november 1912 i Krasnojarsk i Sibirien i Ryssland, död okänt datum, var en rysk agronom och zoolog.
Mikhail Zablotskij växte upp i en läkarfamilj. Han studerade på Sovjetunionens zootekniska institut och tog examen 1936. Därefter arbetade han vid Institutet för djurhybridisering och acklimatisering i nationalparken Askanija-Nova nära Cherson i Ukraina. Där fanns Sovjetunionens enda dåtida visent. Han medverkade i slutet av 1930-talet att utarbeta planer på att återinföra visentpopulationer i Sovjetunionen, men kriget kom emellan. Under andra världskriget tjänstgjorde han 1941–1945 i Röda armén som officer i ett granatkastarbatteri, bland annat i försvaret av Leningrad.
Han grundade efter andra världskriget den första avelsstationen för visenter i Sovjetunionem, Prioksko-Terrasnys avelsstation i naturreservatet Prioksko-Terrasny i Moskva oblast. De första visenterna flyttades dit från Białowieża i Polen i november 1948. Han blev chef för verksamheten där 1949 och ledde avelsstationen under flera decennier och organiserade återinförandet i det fria av visenter från 1961. Han grundade också tre filialer: i Okskij naturreservat i Ryazan-regionen, Pašiliai visentavelsstation vid Nauyamestis i Panevėžys län i Litauen 1969 och Cherga viltpark i Altai i södra Sibirien.
Han gifte sig med Lidia Vasilievna, som också var avelsexpert på stationen. Parets dotter, zoologen Marina Mikhailovna Zablotskaja (1946–2017), fortsatte från 1981 föräldrarnas arbete som vetenskapsman på avelsstationen.
Han fick som första ryss 1989 FN:s Global 500 miljöpris. Naturreservatet Prioksko-Terrasny namngavs 2015 efter honom.